# Донатас Казлаускас
Донатас Казлаускас (лит. Donatas Kazlauskas, нар. 31 березня 1994, Кретинга) — литовський футболіст, лівий вінгер клубу «Хегельманн» та збірної Литви.

## Клубна кар'єра
Народився 31 березня 1994 року. Вихованець клубу ФК «Мінія» з рідного міста Кретинга. К 2008 році перейшов в Національну академію футболу (Каунас). На дорослому рівні починав грати у другому дивізіоні Литви в 2010 році в команді НФА, що представляє дану академію.
2011 року відіграв сезон за інший клуб цього дивізіону «Атлетас» (Каунас). У 2012 році підписав контракт з клубом вищої ліги «Жальгіріс» (Вільнюс), за який зіграв 7 матчів і забив 1 гол, але по ходу сезону повернувся в НФА.
На початку 2013 року він підписав контракт з клубом «Атлантас». У сезоні 2013 року він зіграв 30 ігор, в яких забив 7 голів і в кінці сезону посів друге місце в опитуванні на найкращого молодого литовського футболіста. У січні 2014 року він пройшов тижневий перегляд у резервній команді лондонського «Арсеналу», після чого повернувся в «Атлантас», у складі якого влітку 2014 року дебютував у єврокубках, зігравши у матчах проти люксембурзького клубу «Діфферданж 03» (0:1, 3:1) у кваліфікації Ліги Європи 2014/15. У сезоні 2014 року він забив 12 голів у 23 матчах, і Литовська футбольна федерація оголосила його найкращим молодим футболістом року в Литві.
Своєю грою за цю команду привернув увагу представників тренерського штабу клубу «Лехія» (Гданськ), до складу якого приєднався у січні 2015 року. Проте пробитися до основного складу команди з Гданська литовцю не вдалося, через що він зіграв лише один матч у Екстракласі, 4 квітня 2015 року у виїзній грі з «Краковією» (2:3). Натомість його було віддано в оренду спочатку до «Олімпії» (Грудзьондз) з другого польського дивізіону, а 2016 року — до «Атлантаса». По завершенні терміну оренди він розірвав контракт з польським клубом за взаємною згодою і підписав повноцінну угоду з «Атлантасом».
В червні 2018 року він розірвав контракт з «Атлантасом» через заборгованості і перейшов у «Тракай», де став одним з головних бомбардирів команди — до кінця сезону 2018 року у Лізі А провів 13 матчів і забив дев'ять голів, а наступного сезону, коли команда змінила назву на «Рітеряй», у 29 іграх забив дванадцять голів.
У вересні 2020 року перебрався до України, підписавши контракт зі «Львовом». Дебютував за львів'ян у Прем'єр-лізі 27 вересня у матчі проти луганської «Зорі» (0:5), вийшовши на заміну на 57 хвилині замість Назарія Нича.

## Виступи за збірні
Виступав за юнацькі збірні Литви різних вікових категорії. З командою U-19 він брав участь у домашньому юнацькому чемпіонаті Європи 2013 року, де Литва вилетіла після групового етапу, не набравши очок.
Протягом 2013—2016 років залучався до складу молодіжної збірної Литви. На молодіжному рівні зіграв у 15 офіційних матчах, забивши чотири голи.
У жовтні 2013 року він отримав від тренера Ігоря Панкратьєва перший виклик до національної збірної Литви на матчі з Латвією та Боснією та Герцеговиною, але в жодному них не зіграв. І лише більш ніж за рік, 15 листопада 2014 року, дебютував в офіційних іграх у складі національної збірної Литви в матчі відбіркового турніру чемпіонату Європи 2016 року проти збірної Швейцарії, в якому вийшов на заміну на 87-й хвилині замість Арвідаса Новіковаса.
14 жовтня 2019 року в відбірковому матчі чемпіонату Європи 2020 року проти команди Сербії він забив свій перший м'яч за національну команду. А 8 вересня 2020 року матчі Ліги націй УЄФА проти збірної Албанії Казлаускас забив свій другий гол за збірну. При цьому його м'яч, забитий на 51-й хвилині, був єдиним у цьому матчі та гарантував литовцям перемогу. Ця перемога є знаковою тим, що вона була здобута в офіційних змаганнях після чотирирічної перерви.

## Титули і досягнення
- Володар Кубка Литви (2):

«Жальгіріс»: 2011-12, 2022
- Чемпіон Литви (1):

«Жальгіріс»: 2022
- Володар Суперкубка Литви (1):

«Жальгіріс»: 2023